# Быковский, Михаил Иванович
Михаил Иванович Быковский (1919—1944) — участник Великой Отечественной войны, командир стрелкового батальона 467-го стрелкового полка 81-й стрелковой дивизии 61-й армии Центрального фронта, капитан, Герой Советского Союза (1944).

## Биография
Родился 19 апреля 1919 года в селе Манькове-Калитвенском (ныне в Чертковском pайоне Ростовской области) в семье служащего. Русский.
Окончил Ростовский автодорожный техникум.
В Красной Армии с 1938 года. В 1940 году окончил 1-е Орджоникидзевское военное пехотное училище. Участник Великой Отечественной войны с июня 1941 года. Кандидат в члены ВКП(б).
1 октября 1943 года под шквальным огнём противника вверенный капитану Быковскому батальон одним из первых переправился на правый днепровский берег, выбил неприятеля с занимаемых позиций, закрепился на плацдарме и за трое суток отразил девятнадцать контратак гитлеровцев, обеспечив переправу других подразделений 467-го стрелкового полка.
Погиб в бою 27 января 1944 года в районе города Калинковичи Гомельской области, освобождённом от гитлеровских оккупантов 14 января 1944 года.
Похоронен в братской могиле в Калинковичах.

## Память

Памятная доска в Ростове

- В Калинковичах именем Михаила Быковского названа улица и установлена мемориальная доска.
- На здании Ростовского автодорожного техникума в память о Герое установлена мемориальная доска.
- Мемориальная доска в память о Быковском установлена Российским военно-историческим обществом на здании Маньковской средней школы, где он учился, его имя присвоено этой школе.

## Награды
- Указом Президиума Верховного Совета СССР «О присвоении звания Героя Советского Союза генералам, офицерскому, сержантскому и рядовому составу Красной Армии» от 15 января 1944 года за «образцовое выполнение боевых заданий командования по форсированию реки Днепр и проявленные при этом мужество и героизм» удостоен звания Героя Советского Союза[3].
- Награждён орденом Ленина, двумя орденами Отечественной войны 2-й степени, медалями.